# Abu-Úmar Uthman
Abu-Amr Uthman ibn Muhàmmad al-Mansur (àrab: أبو عمرو عثمان بن محمد المنصور, Abū ʿAmr ʿUṯmān b. Muḥammad al-Manṣūr) (28 d'octubre de 1418 - setembre de 1488) fou un emir hàfsida, successor el 1435 del seu germà, Muhàmmad (IV) al-Múntasir, i com aquest fill d'Abu-l-Hàssan Muhàmmad, i net d'Abu-Faris Abd-al-Aziz (el pare havia mort abans que l'avi).
Va ser un emir pietós i just i va mantenir l'obra del seu avi. Va fer nombrosos obres hidràuliques i moltes zàwiyes es van crear en aquests anys. Va protegir el taumaturg Sidi Ben Arous (mort el 1463).
Alguns dels seus parents romangueren rebels, i especialment son oncle Abu-l-Hàssan Alí, fill d'Abu-Faris Abd-al-Aziz, governador de Bugia, a qui finalment va derrotar el 1439 i va expulsar de la ciutat, tot i que encara va resistir un temps al Constantinès, tot i que va deixar de ser un perill i de fet els territoris hàfsides van quedar pràcticament pacificats.
El 1441 va iniciar la primera de les seves expedicions al sud que es van reproduir els següents anys, fins al 1451, però més per reforçar la seva autoritat que per fer guerres de conquesta o contra rebels. Les províncies eren governades per lliberts (alcaids) de la seva confiança; un alcaid que va agafar massa influència, Nabil, fou empresonat (1453).
A partir d'aquest any una sèrie d'epidèmies i pestes van afectar l'emirat; van esclatar revoltes tribals al sud i sud-oest; la revolta de les tribus que va esclatar el 1463 fou la més important, i encara que fou sufocada, no fou totalment extinta. L'emir va encapçalar algunes expedicions al sud i sud-oest entre el 1458 i el 1465, i el 1462 va fer una expedició a Tlemcen, on un nou emir abdalwadida havia sortit de la sobirania hàfsida. Va aconseguir sotmetre'l, però tornava a estar revoltat el 1466 i hi va haver de tornar.
Encara el 1472 el nou emir del Marroc, de la dinastia dels Banu Wattàs o wattàssides de Fes, el va reconèixer com a sobirà. Dels darrers anys no hi ha prou informació, però sembla que encara va poder mantenir el control del país i la sobirania sobre Tlemcen, tot i que molts parents governaven províncies.
Va morir el 1488 i el va succeir el seu net Abu-Zakariyyà Yahya (IV), fill del més gran dels seus fills, que l'havia premort.